# Hans Birger Ekström
Hans Birger "HB" Ekström, född 26 maj 1953, är en svensk politiker (moderat) och kanslichef för Moderaternas riksdagskansli.
Ekström var ordförande i Föreningen Heimdal 1975-76 och förbundssekreterare i FMSF hösten 1977 till hösten 1978. Han var tidigare ansvarig utgivare för Svensk tidskrift.